# Süleyman Küçük
Süleyman Küçük (Salihli, 13 febbraio 1978) è un ex calciatore turco, di ruolo portiere.

## Carriera

### Club
Ha giocato nella prima divisione turca.

### Nazionale
Ha partecipato agli Europei Under-21 del 2000.